# توني بونو
توني بونو (بالإنجليزية: Tony Bono)‏ هو لاعب كرة قدم أمريكي، ولد في 20 نوفمبر 1963 في فيلادلفيا في الولايات المتحدة. لعب مع شيكاغو ستينغ.